# Solbiate Arno
Solbiate Arno est une commune de la province de Varèse dans la région Lombardie en Italie.

## Toponyme
Jusqu'en 1957, appelée Solbiate Arno e Monte. 
Solbiate fait référence au nom latin Salvius ou Sulvius avec le suffixe -ate. 
La spécification Arno fait référence au nom germanique Arno.

## Administration
| Période                                  | Période  | Identité      | Étiquette | Qualité      |
| ---------------------------------------- | -------- | ------------- | --------- | ------------ |
| 8/6/2009                                 | En cours | Marco Riganti |           | entrepreneur |
| Les données manquantes sont à compléter. |          |               |           |              |

### Hameaux
Monte, Cascina Colombera, Cascina Martinazzo, Cascina Monte Forte, Ronchetto, Cascina Maggiolino

## Sport
- Gran Premio dell'Arno